# بادان
بادان (النطق بالإندونيسي: ‎[ˈpadaŋ]‏ أبجدية جاوية: ڤادڠ) هي عاصمة سومطرة الغربية في إندونيسيا وأكبر المدن بها. وهي تقع على الساحل الغربي لسومطرة عند الاحداثيات . ومساحتها 694.96 كيلومتر مربع (268.33 ميل2)، وإجمالي عدد سكانها يصل إلى 833000 نسمة حسب إحصاء عام 2010.

## معلومات تاريخية

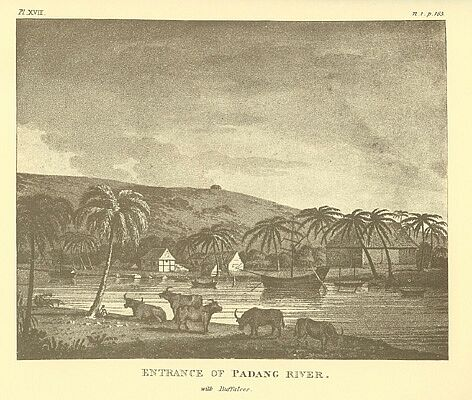
بادنغ تقريبًا عام 1795

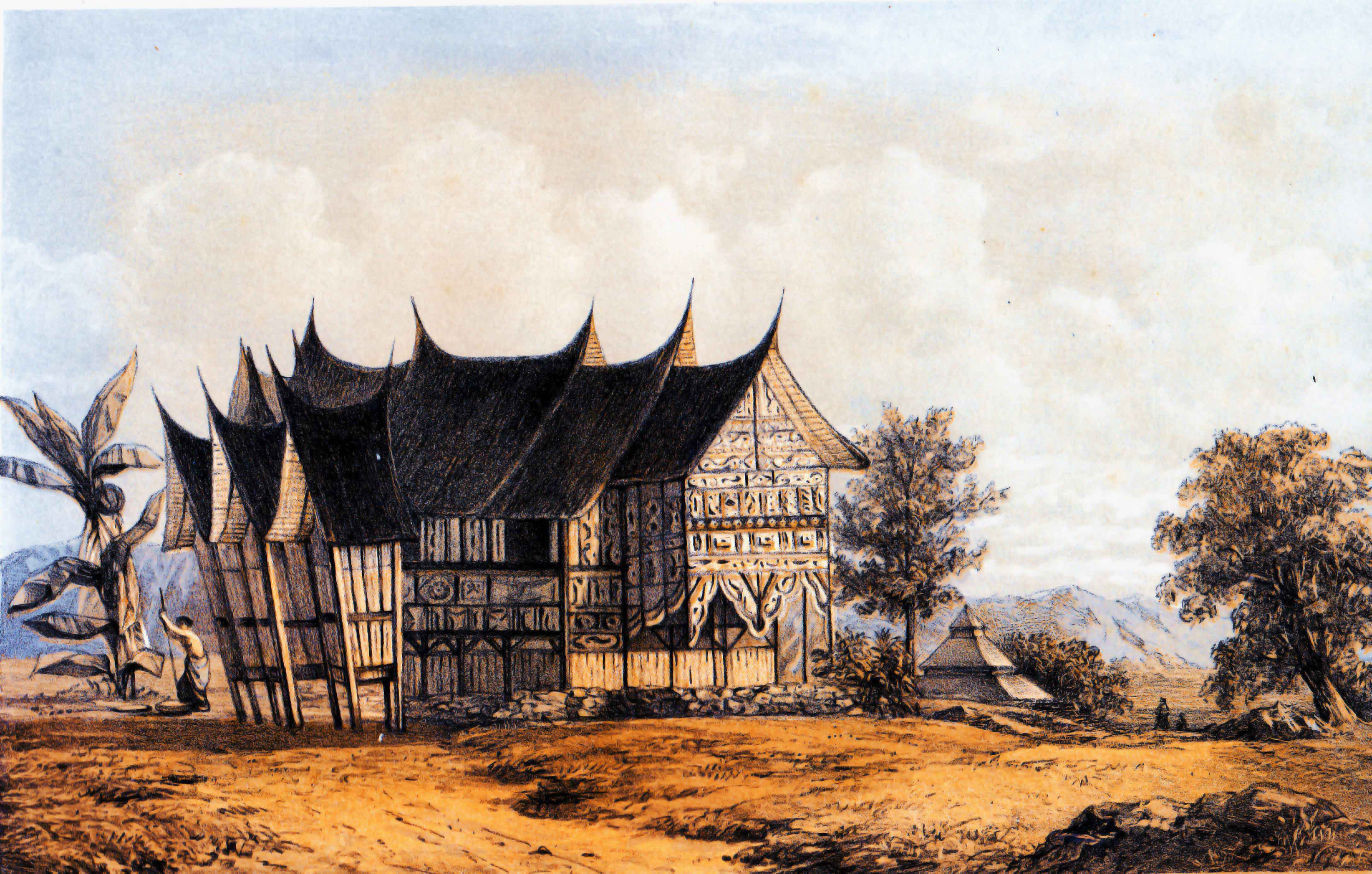
بادنغ، عام 1859

منذ القرن السادس عشر، أصبحت بادنغ مركزًا تجاريًا. خلال القرنين السادس عشر والسابع عشر، كانت تتم زراعة الفلفل وبيعه للهند والبرتغال والمملكة المتحدة وهولندا. وفي عام 1663، سيطر الهولنديون على المدينة. وقد قام الهولنديون ببناء مركز تجاري في المدينة في عام 1680. وقد خضعت المدينة للسيطرة البريطانية مرتين، الأولى من عام 1781 وحتى عام 1784 أثناء الحرب الإنجليزية الهولندية الرابعة، ومرة أخرى من عام 1795 إلى عام 1819 أثناء الحروب النابليونية. وبعد ذلك، تم تسليم المدينة مرة أخرى لهولندا. حتى عام 1780 تقريبًا، كان أهم المنتجات التجارية هو الذهب، والذي يتم الحصول عليه من مناجم الذهب الموجودة في المنطقة. وعندما استنزفت المناجم، انتقل التركيز إلى منتجات أخرى مثل القهوة والملح والمنسوجات.
وفي عام 1797، تعرضت بادنغ لتسونامي بعمق تدفق يتراوح بين 5 إلى 10 أمتار، بعد زلزال قدر بمقدار 8.5–8.7 Mw حدث قبالة الساحل. وقد تسبب الزلزال في حدوث أضرار جسيمة وفي وفاة شخصين، في حين أن التسونامي أدى إلى محو العديد من المنازل عن سطح الأرض، بالإضافة إلى وقوع العديد من الوفيات في قرية إير مانيس (Air Manis). وقد انتهى الحال بالسفن التي كانت ترسو في نهر آراو (Arau) على الأرض اليابسة، بما في ذلك سفينة بحرية وزنها 200 طن، والتي كانت راسية على بعد حوالي كيلو متر واحد في الاتجاه ضد تيار المياه. وفي عام 1833 ضرب تسونامي آخر بادنغ، بعمق تدفق قُدر بين 3 إلى 4 أمتار نتيجة زلزال، قدرته قوته بـ 8.6–8.9 Mw، حدث قبالة بينغكلو (Bengkulu). وقد تسبب الزلزال في حدوث أضرار جسيمة في بادنغ، وبسبب التسونامي، حطمت القوارب الراسية في نهر آراو مراسيها وتناثرت أدراج الرياح.
وفي وقت الاستقلال في الأربعينيات من القرن العشرين، كان عدد السكان في المدينة حوالي 50,000 نسمة. وفي هذا الحين، كانت القهوة ما زالت منتجًا هامًا، إلا أن لب جوز الهند المجفف كان منتجًا هامًا كذلك ينتجه المزارعون في المناطق النائية من المدينة. ومنذ ذلك، الحين، كان من أحد أسباب النمو السكاني هو التوسع في مساحة المدينة، إلا أنه ناجم بشكل كبير عن الهجرة إلى المدن الكبرى الموجودة في العديد من الدول المتطورة. وفي عام 1950، حدث تطوير لحقل فحم أومبلين (Ombilin) بحيث تصبح بادنغ مخرجًا له. وقد رأى بعض المراقبين ذلك على أنه يعكس الاستعمار الاقتصادي والسياسي لإندونيسيا.
في الثلاثين من سبتمبر عام 2009، ضرب زلزال بقوة 7.6 درجة مركزه على بعد حوالي 50 كيلو مترًا قبالة ساحل بادنغ. وقد نجم عنه أكثر من 1,100 حالة وفاة، 313 منها في بادنغ.

## الإدارة
بادنغ مقسمة إلى 11 مقاطعة فرعية (كيكاماتان (kecamatan)): بونجوس تيلوك كابونج (Bungus Teluk Kabung)، كوتو تانجاه (Koto Tangah)، كورانجي (Kuranji)، لابوك بيجالونج (Lubuk Begalung)، لابوك كيلانجان (Lubuk Kilangan)، نانجالو (Nanggalo)، بادنغ بارات (Padang Barat)، بادانغ سيلاتان (Padang Selatan)، بادنغ تيمور (Padang Timur)، بادنغ أوتارا (Padang Utara)، باوه (Pauh)

## النقل
ويخدم المدينة مطار مينانجكاباو الدولي الذي تم افتتاحه حديثًا في كيتابينج (Ketaping)، في بادنغ باريامان (Padang Pariaman). وقد حل محل مطار تابينغ (Tabing) القديم. أما مطار تابينغ فيستخدم حاليًا كقاعدة عسكرية. ويعد ميناء تيلوك بايور (Teluk Bayur) في بادنغ هو أكبر المواني الموجودة على الساحل الغربي لسومطرة وأكثرها ازدحامًا.
وفرت إدارة غرب سومطرة أراضي لطريق برسم مرور بطول 27 كيلو متر بين بادنغ وسيسينسين (Sicincin) من خلال استثمار بحوالي 1.3 تريليون روبية (141.7 مليون دولار). وقد تم الانتهاء من الاستحواذ على 80% من الأراضي بعرض 30 مترًا، إلا أنهم بصدد الحصول على المزيد من الأراضي للوصول إلى عرض 50 مترًا المثالي. وسوف يتم بدء مشروع الإنشاءات في عام 2012.

## التعليم
تعد جامعة أندلاس هي أقدم جامعات إندونيسيا خارج جافا. والحرم الرئيسي موجود في ليماو مانيس، على مسافة حوالي 12 كيلومتر (7.5 ميل) من وسط بادنغ. والجامعات الأخرى في بادنغ هي جامعة نيجري بادنغ (Negeri Padang) في إير تاوار (Air Tawar)، وجامعة بونج هتا (Bung Hatta) في أولاك كارانج (Ulak Karang)، وجامعة بيت الرحمة (Baiturrahmah) في إير باكاه (Air Pacah)، وجامعة بوترا إندونيسيا (Putra Indonesia) YPTK، وجامعة إيكاساكتي (Ekasakti)، وجامعة المحمدية سوماطيرة بارات (Muhammadiyah Sumatera Barat) وجامعة تامان سيسوا (Tamansiswa).

## المناخ
تتسم بادنغ بالمناخ الاستوائي للغابات المطيرة بموجب تصنيف مناخ كوبين. وتعد بادنغ واحدة من أكثر المدن مطرًا في إندونيسيا، حيث يهطل عليها الأمطار بشكل دائم على مدار العام. وفي المتوسط، يهطل على المدينة تقريبًا 4300 مم في السنة. ويعد شهر فبراير هو أقل الشهور مطرًا في بادنغ، حيث تتم ملاحظة هطول 250 مم من المطر بشكل متوسط. وتكون درجات حرارة المدينة ثابتة بشكل نسبي على مدار العام، بمتوسط 26 درجة مئوية.
| مخطط المناخ Kota Padang | مخطط المناخ Kota Padang | مخطط المناخ Kota Padang | مخطط المناخ Kota Padang | مخطط المناخ Kota Padang | مخطط المناخ Kota Padang | مخطط المناخ Kota Padang | مخطط المناخ Kota Padang | مخطط المناخ Kota Padang | مخطط المناخ Kota Padang | مخطط المناخ Kota Padang | مخطط المناخ Kota Padang |
| --- | ----------------------- | ----------------------- | ----------------------- | ----------------------- | ----------------------- | ----------------------- | ----------------------- | ----------------------- | ----------------------- | ----------------------- | ----------------------- |
| 01 | 02                      | 03                      | 04                      | 05                      | 06                      | 07                      | 08                      | 09                      | 10                      | 11                      | 12                      |
| 340 30 24 | 250 30 24               | 300 30 24               | 370 30 24               | 300 30 24               | 270 30 23               | 270 29 23               | 320 29 23               | 380 29 23               | 480 29 24               | 510 29 23               | 460 29 24               |
| متوسط درجة-الحرارة °س مجاميع الهطل مم |                         |                         |                         |                         |                         |                         |                         |                         |                         |                         |                         |
| بالوحدات الإنكليزية \| 01 \| 02 \| 03 \| 04 \| 05 \| 06 \| 07 \| 08 \| 09 \| 10 \| 11 \| 12 \| \| 13 86 75 \| 9.8 86 75 \| 12 86 75 \| 15 86 76 \| 12 86 75 \| 11 86 74 \| 11 85 74 \| 13 85 74 \| 15 84 74 \| 19 84 75 \| 20 84 74 \| 18 85 75 \| \| متوسط درجة-الحرارة °ف مجاميع الهطول ″ \| \| \| \| \| \| \| \| \| \| \| \| |                         |                         |                         |                         |                         |                         |                         |                         |                         |                         |                         |
| 01 | 02                      | 03                      | 04                      | 05                      | 06                      | 07                      | 08                      | 09                      | 10                      | 11                      | 12                      |
| 13 86 75 | 9.8 86 75               | 12 86 75                | 15 86 76                | 12 86 75                | 11 86 74                | 11 85 74                | 13 85 74                | 15 84 74                | 19 84 75                | 20 84 74                | 18 85 75                |
| متوسط درجة-الحرارة °ف مجاميع الهطول ″ |                         |                         |                         |                         |                         |                         |                         |                         |                         |                         |                         |

## الثقافة

### الطعام
يطلق على أنواع الأطعمة التي يتناولها شعب مينانجكاباو اسم أطعمة بادنغ. وتشيع مطاعم بادنغ في مختلف أرجاء الدولة وتشتهر بالأطعمة الحارة. وغالبًا ما يطهى طعام بادنغ مرة في اليوم، ويختار كل العملاء من هذه الأطباق، والتي تترك معروضة إلى أن ينتهي الطعام. ويتم تقديمه بكميات صغيرة وبأطباق متنوعة، لكنه، مع الأرز، يمثل وجبة متكاملة. ويحصل العملاء، ويدفعون مقابل، ما يحتاجون إليه فقط من هذه المجموعة من الأطباق. وأشهر أطباق بادنغ هو ريندانغ (rendang)، وهو عبارة عن حساء لحوم حار. ويعد سوتو بادنغ (soto Padang) (لحم بقر مقرمش في حساء حار) هو الطبق المفضل لدى السكان في الإفطار، وفي نفس الوقت، فإن طبق ساتي (sate) (ساتيه اللحم البقري في صوص الكاري يقدم مع الكيتوبات (ketupat)) هو طبق يقدم في المساء.

### الرياضة
تعد مدينة بادنغ هي المقر الرئيسي لفريق كرة القدم سيمين بادنغ، حيث يعد استاد حاجي آغوس ساليم (Haji Agus Salim) هو ملعب هذا النادي.
تعد بادنغ مقرًا لمسابقة قارب التنين الدولية السنوية.

## السياحة
تعد بادنغ نقطة نقل بالعبور عامة للمتزلجين على الأمواج المسافرين إلى جزر باتو (Batu) وجزر منتاوي (Mentawai)، وللسياح الذين يزورون مرتفعات غربي سومطرة. ويشتهر شاطئ بادنغ (والمعروف باسم تابلاو (Taplau) أو تابي لويك (Tapi Lauik)) الذي يشغل المساحة من شارع سامودرا (Samudra) حتى بيورويه (Puruih)، بالغروب الرائع بالإضافة إلى المئات من أكشاك الطعام. ويعد خليج بانجوس (Bungus)، إلى الجنوب من بادنغ، مناسبًا للسباحة وركوب القوارب.
يتخصص متحف أديتياوارمان (Adityawarman) في تاريخ وثقافة مجموعة مينانجكاباو العرقية، وتوجد المعارض الرئيسية في مبنى على نمط من أنماط روماه جادانغ (Rumah Gadang).
يتدفق (نهر) كورانجي (Kuranji) في باتانج في بادنغ وفي منطقة مرتفعة من النهر في باتو بوسوك (Batu Busuk)، وتعد مقاطعة لامبونج بوكيت (Lambung Bukit) الفرعية مناسبة لأنشطة المياه البيضاء.

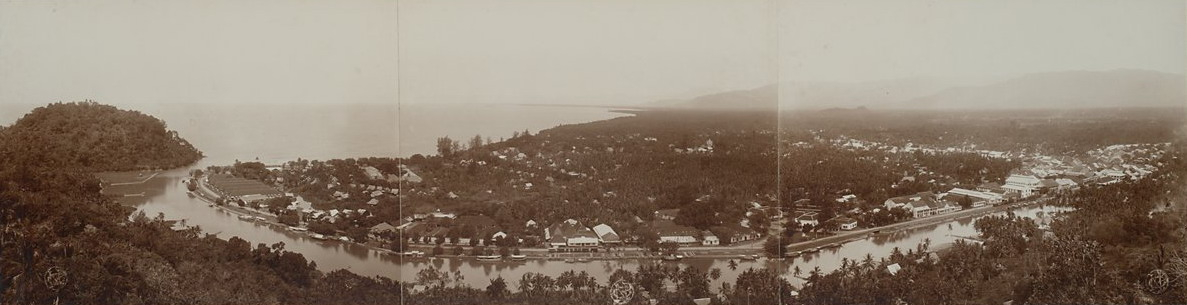
بانوراما بادنغ تقريبًا عام 1900

## حاجز الحماية ضد تسونامي
اتفقت الحكومة والأشخاص في هيل بانجيلون (Hill Pangilun) على جعل جبل بانجيلون حاجزًا للحماية ضد أمواج تسونامي وسوف يتم بناء طريق أفضل للوصول إلى قمة التل، بالإضافة إلى عمل حاجز حماية مؤقت يشتمل على المرافق التي يحتاجون إليها.